# Roland Mans
Roland Charles Victor Mans (Hengelo, Overijssel, 31 januari 1969) is een Nederlandse advocaat en (kinderboeken)schrijver. 

## Biografie
Roland Mans komt uit een Limburgse familie en groeide op in Weert. Hij studeerde van 1987 tot 1994 aan de Universiteit Leiden. Na zijn studie staats- en bestuursrecht kreeg hij een baan als stafjurist bij de Afdeling bestuursrechtspraak van de Raad van State. Sinds 2000 werkt hij in de advocatuur. Sinds 2018 is hij bestuursrechtsadvocaat en partner bij Corten De Geer Advocaten in Amsterdam.

### Jeugdboeken
Naast zijn werk als advocaat schrijft Mans kinderboeken. In 2002 debuteerde hij met Het Verdwijnboek. Na dit debuut, dat bij uitgeverij Lannoo verscheen, volgden de boeken De gele trui en De Uilenvlucht. Hierna maakte Mans een overstap naar uitgeverij Leopold waar in 2017 Het Sleutelgeheim verscheen. Dit jeugdboek speelt tijdens de twee belegeringen en het ontzet van Leiden. Vanuit het perspectief van twee jonge vrienden, die alles wat ze meemaken - onder andere de onrust in een stad in oorlog en de gevechten met de Spanjaarden - met elkaar delen, maakt de lezer kennis met het Leiden van 1573/1574. In 2020 publiceerde Mans de dichtbundel 'De Ontsnapping' bij Uitgeverij De Muur. De bundel bevat 20 wielergedichten en even zoveel foto's van Klaas-Jan van der Weij, sportfotograaf van onder meer de Volkskrant en meermaals bekroond voor zijn werk. In 2023 verscheen bij Uitgeverij Ezo Wolf het op echte personages en historische feiten gebaseerde Opeens zijn wij de vijand. Daarin beschrijft Mans de jeugd van de Maastrichtse tweelingbroers Frank en Hendrik Hartmann. Ze hebben een Nederlandse moeder en een Duitse vader, die als staalarbeider in Maastricht werkt. De broers worden op negenjarige leeftijd langzaam maar zeker speelballen van het lot als de Tweede Wereldoorlog uitbreekt. Hun vader wordt gedwongen om dienst te nemen in het Duitse leger en verdwijnt in Normandië. Moeder en zoons worden gedwongen om te vluchten. Opeens zijn wij de vijand vertelt hun aangrijpende verhaal. Mans werd samen met de broers door De Telegraaf geïnterviewd, waarin Hendrik Hartmann zich de thuiskomst in Maastricht, direct na de oorlog, nog goed kan herinneren: ''We reden de Jekerstraat binnen waar spelende kinderen riepen: 'Kijk, daar zijn die rotmoffen!' We mochten niet meer meevoetballen en zijn die dagen vooral binnengebleven." Daarna arresteerde de Nederlandse politie de twee broers en hun moeder en werden zij over de grens gezet, terug Duitsland in. Daar zetten de Britten de moeder gevangen en kwamen de broers in het kapot gebombaardeerde Düsseldorf terecht, waar een hongersnood heerste. Het gezin Hartmann keerde nooit meer terug naar Nederland. 

### Advocatuur
In zijn bundel Alleen blaffen als je kan bijten beschrijft Mans de advocatuur in achtentachtig aforismen. In het Leidsch Dagblad zegt Mans: 'Ik deins tijdens het schrijven niet terug voor de naakte waarheid, maar niet alles komt uit mijn eigen praktijk en ik heb ook één of twee verhalen uit mijn duim gezogen.' Tegenover Advocatenblad vertelt Mans: ‘De titel betekent dat je als advocaat de daad bij het woord moet kunnen voegen. Niet dreigen met een gang naar de rechter als de wederpartij weet dat je daar weinig kans maakt. Of een brief met hel en verdoemenis sturen als je daar geen gevolg aan kunt geven.'